# Obsessed (singel Mariah Carey)
Obsessed – pierwszy singel zwiastujący 12. studyjny album Mariah Carey, Memoirs of an Imperfect Angel. Piosenka została skomponowana przez Mariah Carey wraz z Christopherem „Tricky” Stewartem i Terius „The-Dream” Nash. Premiera radiowa miała miejsce 16 czerwca 2009 w rozgłośni B96 z Chicago.
Mariah Carey opisała utwór następująco: „Obsessed jest to letni, radosny utwór uptempo. Zamierzaliśmy najpierw wydać balladę, ale nie martwcie się (ballada) również będzie. Starałam się także zrobić coś dla tych, którzy kochają „Butterfly”, a nawet starsze albumy, ale jako pierwszy musi wyjść „Obsessed” – jak szybko tylko się da...”
Sprzedaż singla w systemie digital download rozpoczęła się 6 lipca 2009 r.
Pojawienie się singla w popowych stacjach radiowych „CHR/Top 40 Mainstream” nastąpiło 27 lipca 2009 r.

## Remix
13 czerwca 2009 na portalu Twitter pojawiła się informacja od Mariah. Ogłosiła, iż nagrała nowy wokal do remixu piosenki Obsessed.
Carey nagrała remix wspólnie z raperem Gucci Mane, premiera odbyła się tego dnia co oficjalna wersja utworu. Sprzedaż remixu w formacie digital download zaczęła się 21 lipca 2009r, a 23 lipca odbyła się premiera teledysku do tej wersji utworu.

## Teledysk
Reżyserem teledysku jest Brett Ratner, który wcześniej współpracował z Mariah. Brett wyreżyserował takie klipy jak: I Still Believe, Heartbreaker, Thank God I Found You, It's Like That, We Belong Together czy Touch My Body. W dniach 28 i 29 czerwca 2009 odbyły się zdjęcia do teledysku.
Klip kręcono m.in. w „The Plaza Hotel” w Nowym Jorku. Mariah oprócz ról atrakcyjnej kobiety wciela się także w postaci płci męskiej. Premiera teledysku planowana była na 13 lipca 2009, jednak 12 lipca 2009 Mariah za pośrednictwem Twitter poinformowała, że premiera klipu została przesunięta na 15 lipca 2009 i zostanie pokazany podczas programu  America’s Got Talent Jednak w tym programie pokazano tylko 2 minutowy fragment klipu, a oficjalna premiera odbyła się tego samego dnia na portalu Yahoo! Music.
Teledysk pojawił się w sprzedaży na iTunes 18 lipca 2009 r.
Klip zadebiutował na 1. miejscu notowania „Billboard Yahoo Video”.
Teledysk zajął także najwyższą pozycję notowania Billboard Hot Videoclip Tracks.
Powstał też teledysk do remixu utworu, który to Mariah nagrała z raperem Gucci Mane. Premiera klipu odbyła się 23 lipca 2009 r. na kanale 106 & Park, wtedy to również gościem programu była Carey.

## Lista i format utworów
Stany Zjednoczone CD singel
1. „Obsessed” (wersja singlowa)
2. „Obsessed” (Remix feat. Gucci Mane)
3. „Obsessed” (Teledysk)

## Data wydania
| Region            | Data                  | Format           |
| ----------------- | --------------------- | ---------------- |
| Stany Zjednoczone | 16 czerwca 2009       | Airplay          |
| Stany Zjednoczone | 6 lipca 2009          | Digital download |
| Stany Zjednoczone | 21 lipca 2009 (Remix) | Digital download |
| Stany Zjednoczone | 11 sierpnia 2009      | CD singel        |
| Stany Zjednoczone | 25 sierpnia 2009      | Vinyl            |
| Włochy            | 19 czerwca 2009       | Airplay          |
| Świat             | 6 lipca 2009          | Digital download |
| Francja           | 21 września 2009      | CD singel        |

## Notowania
25 czerwca 2009 r. „Obsessed” zadebiutował na 52. pozycji notowania Billboard Hot R&B/Hip-Hop Songs, tylko przy wydaniu airplay. W 7 tygodniu od debiutu na tym notowaniu singel znalazł się na 15. pozycji.
2 lipca 2009 r. singel zadebiutował na 13. miejscu listy Billboard Bubbling Under Hot 100 Singles będącej dalszą częścią listy Billboard Hot 100. W następnym tygodniu singel trafił na najwyższą pozycję tegoż notowania, czyli zajmował 101. pozycję notowania Billboard Hot 100, wtedy to singel nie był w sprzedaży. W pierwszym tygodniu sprzedaży singla, zadebiutował on na 11. pozycji notowania Billboard Hot 100 ze sprzedażą 119,266 egzemplarzy.
Singel zadebiutował w 3. tygodniu od wydania airplay, na 29. pozycji notowania Rhytmic Top 40. W następnym tygodniu znalazł się na 17. miejscu, a w kolejnym odnotował skok o trzy pozycje.
4 lipca 2009 r. utwór zadebiutował na 94. pozycji japońskiego notowania Japan Hot 100, mimo że nie nastąpiła jeszcze wówczas oficjalna sprzedaż singla. W szóstym tygodniu od debiutu osiągnął 16. miejsce.
We Włoszech 10 lipca 2009 r. singel zadebiutował na 17. miejscu notowania, a w następnym dotarł na 11. pozycję.
Na liście Canadian Hot 100 singel zadebiutował na 15. miejscu 16 lipca 2009.
20 lipca 2009 Obsessed zadebiutował na 26. miejscu w Australii, a w czwartym tygodniu znalazł się na 20. pozycji.
16 lipca 2009 r. singel zadebiutował na 18. pozycji światowego notowania United World Chart za sprzedaż 126,000+ egzemplarzy singla w pierwszym tygodniu.

## Listy przebojów
| Kraj              | Lista przebojów (2009)          | Pozycja |
| ----------------- | ------------------------------- | ------- |
| Australia         | ARIA Singles Chart              | 13      |
| Australia         | Urban Singles Chart             | 3       |
| Belgia            | Singles Chart                   | 14      |
| Brazylia          | Hot 100                         | 6       |
| Bułgaria          | Singles Top 40                  | 40      |
| Chorwacja         | Airplay Chart                   | 49      |
| Czechy            | Top 100 Airplay                 | 11      |
| Francja           | Singles Singles Chart           | 8       |
| Holandia          | Singles Top 100                 | 61      |
| Kanada            | Canadian Hot 100                | 15      |
| Japonia           | Japan Hot 100                   | 16      |
| Nowa Zelandia     | RIANZ Singles Chart Top 40      | 21      |
| Portugalia        | Singles Top 50                  | 17      |
| Słowacja          | Top 100 Airplay                 | 37      |
| Szwajcaria        | Singles Top 100                 | 61      |
| Włochy            | Singles Chart                   | 6       |
| Stany Zjednoczone | Billboard Hot 100               | 7       |
| Stany Zjednoczone | Billboard Hot R&B/Hip-Hop Songs | 12      |
| Stany Zjednoczone | Billboard Pop                   | 8       |
| Stany Zjednoczone | Billboard Hot Dance Club Play   | 1       |
| Stany Zjednoczone | Billboard Hot 100 Airplay       | 6       |
| Stany Zjednoczone | Billboard Hot Digital Songs     | 6       |
| Stany Zjednoczone | Billboard Rhytmic Top 40        | 2       |
| Stany Zjednoczone | Billboard Hot 100 Singles Sales | 1       |
| Stany Zjednoczone | ARC Weekly Top 40               | 6       |
| Wielka Brytania   | UK Singles Chart                | 52      |
| Wielka Brytania   | UK R&B Chart                    | 15      |
| Europa            | European Hot 100                | 28      |
| Świat             | United World Chart              | 14      |

## Sprzedaż i certyfikaty
| Kraj              | Sprzedaż            | Certyfikat |
| ----------------- | ------------------- | ---------- |
| Australia         | 35,000+             | ZŁOTO      |
| Stany Zjednoczone | 1,215,209+(digital) | PLATYNA    |
| Stany Zjednoczone | 28,162+(CD)         | –          |
| Świat             | 1,900,000+          |            |

### United World Chart
| Pozycja (Sprzedaż tygodniowa) | 18 (126,000) | 30 (78,000)  | 25 (83,000)  | 21 (90,000)  | 22 (102,000) | 18 (111,000) | 20 (108,000) | 17 (118,000) | 14 (124,000) | 15 (125,000) |
| Sprzedaż całkowita            | 126,000      | 204,000      | 287,000      | 377,000      | 479,000      | 590,000      | 698,000      | 816,000      | 940,000      | 1,065,000    |
| Tydzień                       | 11           | 12           | 13           | 14           | 15           | 16           | 17           | 18           |              |              |
| Pozycja (Sprzedaż tygodniowa) | 19 (122,000) | 17 (122,000) | 14 (126,000) | 19 (106,000) | 25 (90,000)  | 35 (74,000)  | – (50,000)   | –            |              |              |
| Sprzedaż całkowita            | 1,287,000    | 1,409,000    | 1,535,000    | 1,641,000    | 1,731,000    | 1,805,000    | 1,855,000    | –            |              |              |